# Silene cythnia
Silene cythnia là loài thực vật có hoa thuộc họ Cẩm chướng. Loài này được (Halácsy) Walters miêu tả khoa học đầu tiên năm 1964.